# Jan Pacławski
Jan Pacławski (ur. 14 lutego 1935 w Leszczawie Dolnej) – polski historyk literatury, profesor zwyczajny nauk humanistycznych.

## Życiorys
W 1955 roku ukończył Liceum Pedagogiczne w Przemyślu. W latach 1955–1960 odbył studia z zakresu polonistyki, a w latach 1957–1960 z filozofii na Uniwersytecie Jagiellońskim. Doktoryzował się na macierzystej uczelni w 1967 roku. Stopień naukowy doktora habilitowanego uzyskał w 1977 w Wyższej Szkole Pedagogicznej w Krakowie. Profesorem nadzwyczajnym został w 1988, a zwyczajnym – w 1994 roku.
W 1960 roku kierował Biblioteką Powiatową w Opolu, następnie uczył w liceum ogólnokształcącym w Głuchołazach. W latach 1961–1964 był nauczycielem i kierownikiem filii liceum ogólnokształcącego w Brzegu, w latach 1964–1969 był dyrektorem liceum w Koźlu. W 1969 roku podjął pracę w Wyższej Szkole Nauczycielskiej w Kielcach, przekształconej następnie w Wyższą Szkołę Pedagogiczną i Akademię Świętokrzyską. Początkowo pracował na stanowisku adiunkta, a później docenta (1978) i od 1988 roku profesora. Kierował Zakładem Romantyzmu i Literatury Współczesnej. Od 1978 do 1982 roku był dziekanem Wydziału Humanistycznego, natomiast w latach 1982–1984 i 1987–1990 pełnił funkcję prorektora uczelni. Ponadto był członkiem Rady Głównej Nauki i Szkolnictwa Wyższego (1984–1987). Związany również z Wszechnicą Świętokrzyską w Kielcach.
Specjalizuje się w historii literatury polskiej doby romantyzmu i literatury współczesnej, w tym w reportażu oraz literaturze dziecięcej i młodzieżowej. Publikował m.in. w „Kulturze i Społeczeństwie”, "Przeglądzie Humanistycznym”, „Ruchu Literackim” i „Kieleckich Studiach Filologicznych”. Został redaktorem naukowym liczącej kilkanaście tomów serii wydawniczej Pisarze regionu świętokrzyskiego. Za swoją działalność został odznaczony m.in. Krzyżem Kawalerskim Orderu Odrodzenia Polski, Krzyżem Oficerskim Orderu Odrodzenia Polski, Złotym Krzyżem Zasługi i Medalem Komisji Edukacji Narodowej.

## Wybrane publikacje
- Literatura dla dzieci i młodzieży, Kielce 1974
- Proza fabularna Ksawerego Pruszyńskiego, Kielce 1975
- Twórczość literacka Karola Szajnochy, Wrocław 1978
- Problemy kompozycyjne twórczości Józefa Mortona, Warszawa 1982
- O twórczości Juliana Stryjkowskiego, Kielce 1986
- Kronikarz żydowskiego losu. Szkice o twórczości Juliana Stryjkowskiego, Kielce 1993
- Szkice o współczesnych twórcach literatury, Kielce 1998
- Powieści i eseje Juliana Stryjkowskiego, Kielce 1999
- Proza literacka Jerzego Putramenta, Kielce 2003
- O reportażu i reportażystach, Kielce 2005
- A jeśli chodzi o moje pisanie… O pisarstwie Wiesława Myśliwskiego, Kielce 2011
- Dwaj pisarze, Kielce 2014
- "A jeśli chodzi o moje pisanie…" (2011). Rzecz o twórczości W. Myśliwskiego (uzupełnienie), Kielce 2020